# 北陸新幹線

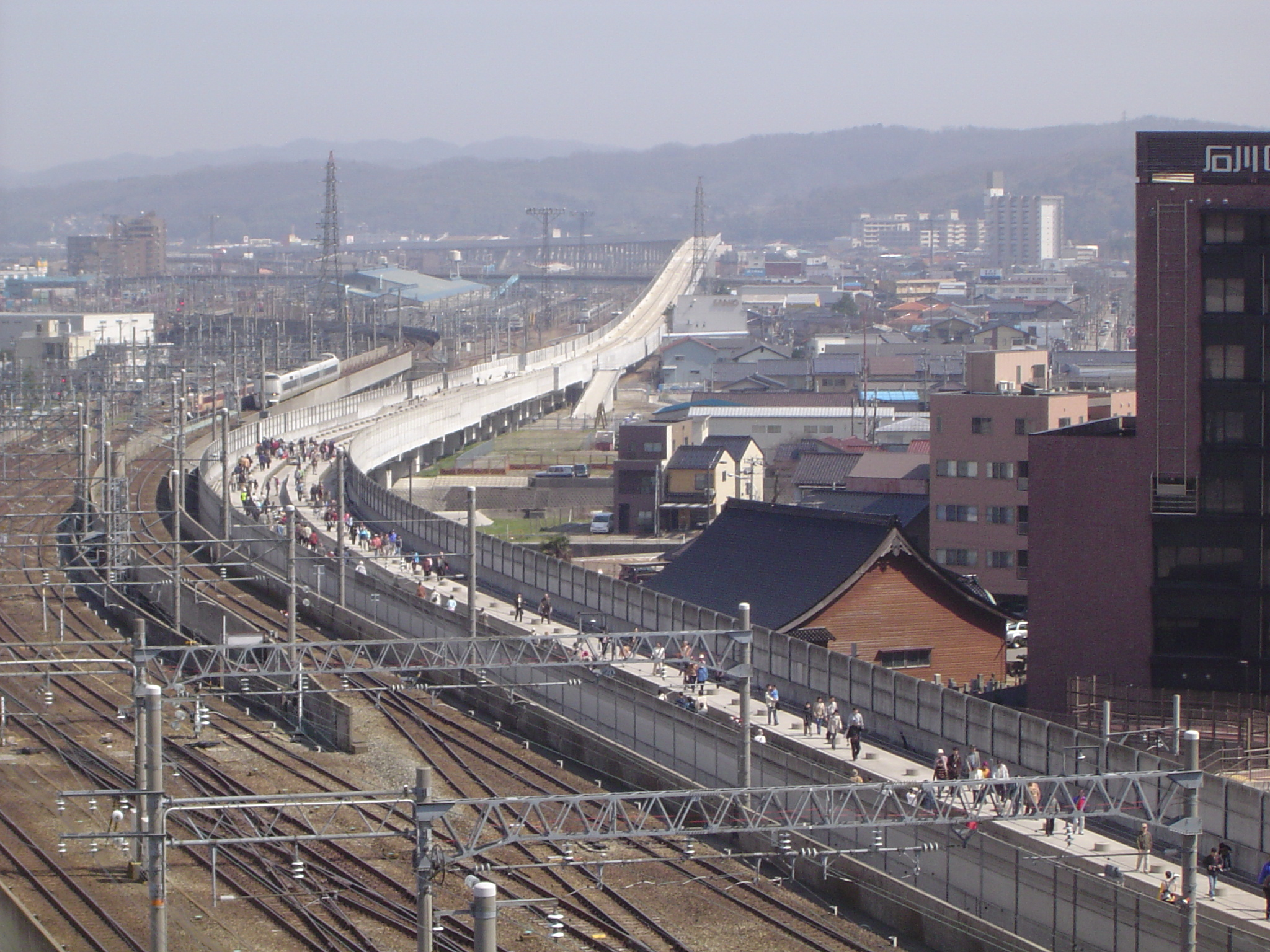
配合金澤車站啟用110週年慶祝活動，開放一般民眾參觀北陸新幹線金澤附近的高架橋路段。

北陸新幹線（日语：／ Hokuriku Shinkansen */?）是一條途經上信越、北陸地方，計劃連接東京都與大阪市的高速鐵路線（新幹線），是8條整備新幹線其中之一。
2015年（平成27年）3月14日開通高崎站至金澤站，2024年3月16日開通金澤至敦賀，而敦賀至京都間路段於2016年底由執政的自由民主黨考量財源問題決定採用「小濱、京都路線」，預定在2031年再動工興建。京都至大阪則尚未定線。
另外，在高崎站以東，所有列車都途經上越新幹線與東北新幹線直通至東京站。
北陸新幹線同時也被定位為東海道新幹線的替代路線，計畫在因重大事故，例如地震、颱風、暴雨等情況中斷時，替代原本的路線連接東京、京都和大阪三大都市。

## 路線資料
截至2024年3月16日
- 營業主體
  - 東京站－上越妙高站間：東日本旅客鐵道（JR東日本）
  - 上越妙高站－敦賀站間：西日本旅客鐵道（JR西日本）
- 建設主體：獨立行政法人鐵道建設、運輸施設整備支援機構（大宮[7]－敦賀，當中、大宮－高崎於上越新幹線、高崎－長野於長野新幹線之時由日本鐵道建設公團完成）
- 軌距：1,435毫米（標準軌）
- 複線路段：全線
- 電氣化方式（不包括括號車站構內）[注 1][8]
  - 高崎站－輕井澤站、（上越妙高站）－糸魚川站間：交流電25,000V，50Hz
  - （輕井澤站）－上越妙高站、（糸魚川站）－金澤站－敦賀站間：交流25,000V，60Hz
- 保安裝置：ATC（DS-ATC）
- 車輛基地
  - 使用中：長野新幹線車輛中心（日语：長野新幹線車両センター）、白山綜合車輛所（日语：白山総合車両所）、白山綜合車輛所敦賀支所（敦賀車輛基地）
  - 興建中：富山留置線[9]
- 運轉指令所（日语：運転指令所）：JR東日本新幹線運行本部 綜合指令室、JR西日本金澤支社 金澤新幹線綜合指令所（日语：西日本旅客鉄道金沢支社）
- 列車運行管理系統（日语：列車運行管理システム）：新幹線綜合系統（日语：新幹線総合システム）（COSMOS）
- 最高速度：260公里/小時（高崎－敦賀）
- 路線結構組合[10]
  - 高崎站－長野站間：路基 15%、橋樑 9%、高架橋 25%、隧道 51%
  - 長野站－金澤站間：路基 2%、橋樑 10%、高架橋 44%、隧道 44%
  - 金澤站-敦賀站間：路基 2%、橋樑 14%、高架橋 51%、隧道 33%
- 架線吊架方式
  - 高崎站－長野站間：CS簡單懸掛式（可負荷速度300公里/小時）
  - 長野站－敦賀站間：PHC簡單懸掛式（可負荷速度350公里/小時）

## 沿革
在1965年9月26日，於金澤市的石川縣體育館召開「1日内閣」，是一種類似市民大會，由現任閣員前往該地聆聽地方實情的公聽會。作為富山縣代表，公開意見人的岩川毅（中越木漿工業的創業者，當時的礪波工商會議所會長），在當時擔任內閣總理大臣的佐藤榮作出席的公聽會中，對政府要求建設北陸新幹線，並以東京作為起點，經由松本、富山、金澤到達大阪。在東海道新幹線通車僅僅1年多的時候，就已經提出北陸新幹線的構想。而對於這項提案，由鐵道業出身的佐藤榮作對此表示支持。
根據1日内閣發表的新幹線構想，北陸地方有很大的機會建設新幹線。在1967年7月，於北陸三縣商工會議所會長會議中，明確決議將首要目標放在北陸新幹線的建設。此後，同年12月8日，「北回新幹線建設促進同盟會」（在1972年改名為「北陸新幹線建設促進同盟會」）成立，提出以長野為起點，向白馬方向，貫通北阿爾卑斯，達到長野-富山間直線連結的構想。這個組織將活化北陸地方與代替未來逐漸飽和的東海道新幹線為主要目標。稱為北回新幹線，也表示把東海道新幹線作為單向（By-Pass）路線。
昭和40年代初，大藏省開始推動北回新幹線的建設。從危機管理與採用性方面考量，「北回新幹線」必須要儘速通車的想法根植於北陸地區的居民。日本國會於1970年制定全國新幹線鐵道整備法。1972年6月29日，決定了東京都 - 大阪市間經由高崎、長野、富山、金澤的「北陸新幹線」基本計畫。隔年的1973年開始整備計畫與建設。
北陸新幹線的整備計畫在發表前就已經開始決定建設東北新幹線（東京 - 盛岡間）、上越新幹線、成田新幹線（之後中止建設），雖然北陸新幹線等其他4項整備新幹線的計畫仍持續進行，卻因為國鐵的財政緊縮以及石油危機的影響，建設計畫被凍結而無法進行。之後，新的北陸新幹線建設方案被提出，但路線卻因為貫通北阿爾卑斯山的隧道過於困難，更改為經由飯山市、上越市、糸魚川市。新的建設案對於原本代替東海道新幹線的構想完全破滅。

### 路線選定
高崎 - 長野間有最短距離是途徑鳥居峠的「長野原路線」與和信越本線平行的「信越本線附近路線」選擇。由於隨後的地質調查，「長野原路線」有活火山和草津白根山需要建設超長隧道，施工基本上都不可能。因此，雖然距離很遠，但還是採用了沿線人口和乘客較多的「信越本線附近路線」。
高崎 - 輕井澤間的標高差約有840米，信越本線横川站 - 輕井澤站間存在66.7‰陡坡的碓冰峠。當時的新幹線規格是以12‰坡度建設，需要延長70 km，令路線十分迂回，工期和所要時間都要擴大。

### 建設凍結整備方針
1987年，內閣會議將整備新幹線的建設凍結解除。當初建設費龐大的原因是優先建設高崎 - 小松間的路線，再建設小松 - 大阪間的路線。但是在1988年，運輸省將建設區間以長野為分界點。高崎 - 長野其中的輕井澤 - 長野區間，設定為迷你新幹線，糸魚川 - 魚津間、高岡 - 金澤間線路和新幹線同規格，但線路和在來線是同樣的軌距，以超特急方式運轉。
但是，為了降低建設成本，制定了所謂的“交通部提案”，並針對北陸段考慮了以下提案。上野 - 長野間高崎 - 輕井澤間興建標準軌新線建設，輕井澤 - 長野間加上導入標準軌以迷你新幹線運轉，所需時間由2時間44分鐘縮短為1時間52分鐘。上野 - 富山/金澤間東京 - 大阪 - 名古屋/新潟的旅客流動大，於糸魚川 - 魚津間和高岡 - 金澤間興建新幹線規格新線（以1067mm軌距與北陸本線直通運轉。此外，通過越後湯澤站連接上越新幹線，將提高當時正在建設的北越北線（現為北越急行北北線）的速度，連接富山和金澤最高時速160 公里/小時，營運新幹線規格特急。因此，上野-富山區間將從3小時26分縮短至2小時48分，上野-金澤區間將從4小時10分縮短至3小時17分。
- 北陸區間「運輸省案」
  - 高崎 - 輕井澤間：標準軌新線
  - 輕井澤 - 長野間：迷你新幹線
  - 糸魚川 - 魚津間：新幹線規格新線
  - 高岡 - 金澤間：新幹線規格新線
  - 北北線：高速化

之後，因舉辦1998年冬季奧林匹克運動會，輕井澤 - 長野間以標準規格決定建設；1997年10月1日，高崎 - 長野間長野行新幹線（後命名為長野新幹線）通車。
以超特急方式行駛的高岡 - 金澤間，由於富山縣內沿線自治體反對北陸本線與北陸新幹線的石動 - 高岡間經營分離，要求新高岡 - 金澤間路線變更，開工區間變更為石動 - 金澤。此時，因困難度較高而率先建設的加越隧道，因為路線變更而廢棄不用，已投入的建設費用全由富山縣承擔。
1998年3月長野 - 上越間工事實施計畫被認可，開始建設。
在2004年末日本政府聯合執政黨認可的基礎下，2005年4月27日富山站到石川縣白山市的白山總合車輛基地間（旅客營業到途中的金澤站）的標準規格新幹線整備計畫獲得確認，並於2005年6月4日正式動工。
2012年6月29日，日本政府國土交通省批准金澤至敦賀建設工程。同年9月4日JR東日本與JR西日本發表共同開發車輛（E7系／W7系）的概要。
2013年6月7日，JR東日本與JR西日本發表長野至金澤之間的站名。上越站（暫稱）改名為上越妙高站，新黑部站為黑部宇奈月温泉站，新高岡站保持其名稱。
2013年10月2日，統一全線的法定名稱為「北陸新幹線」，但為了避免旅客混淆，在東京首都圈的各車站內之廣播與路線說明等場合中，JR東日本會在提及原本已被慣稱為「長野新幹線」的此路線時以「北陸新幹線（長野經由）」稱呼之。10月10日，北陸新幹線的新列車名稱公布，分別為「光輝號」（東京—金澤）（速達）、「劍號」（富山—金澤）（各停）及「白鷹號」（東京—金澤）（上越妙高至金澤間各停）。目前長野新幹線部份的「淺間號」（東京—長野）於延長段通車後將維持行駛。
2014年3月15日，北陸新幹線的新型車輛「E7系」投入營運，以「淺間號」列車運行於東京站-長野站路段。
2014年8月27日，兩社發表開業時的班次及停車站資料：
2015年3月14日，北陸新幹線長野站-金澤站路段開通，北陸新幹線的新型車輛「W7系」投入營運。
2023年9月24日，北陸新幹線金澤-敦賀段開始試營運。
2024年2月3-4日，JR西日本一連兩日舉行金澤-敦賀段公眾試乘會。
2024年3月16日，北陸新幹線金澤-敦賀段通車。

## 車站列表

### 已通車路段
- JR的路線名只限該站接續的正式路線名。

| 公司                                                                                       | 正式路線名 | 電力頻率 | 中文站名       | 日文站名 | 英文站名       | 營業距離 | 實際距離 | 營業距離 | 實際距離 | 停車站 | 接續路線 | 所在地 | 所在地            |
| ------------------------------------------------------------------------------------------ | ---------- | -------- | -------------- | -------- | -------------- | -------- | -------- | -------- | -------- | ------ | --- | ------ | ----------------- |
| 東日本旅客鐵道                                                                             | 東北新幹線 | 50 Hz    | 東京           |          |                | (105.0)  | (108.6)  | 0.0      | 0.0      | 全     | 東海旅客鐵道： 東海道新幹線 東日本旅客鐵道： 中央線、 山手線、 京濱東北線 東海道線、上野東京線（ 宇都宮線（東北本線）、高崎線、 常磐線（快速）） 橫須賀·總武快速線、 京葉線 東京地下鐵： 丸之內線 | 東京都 | 千代田區          |
| 東日本旅客鐵道                                                                             | 東北新幹線 | 50 Hz    | 上野           |          |                | (101.4)  | (105.0)  | 3.6      | 3.6      |        | 東日本旅客鐵道： 山手線、 京濱東北線 宇都宮線（東北本線）、高崎線、 常磐線（快速）、上野東京線 東京地下鐵： 銀座線、 日比谷線 京成電鐵： 本線（京成上野）                                         | 東京都 | 台東區            |
| 東日本旅客鐵道                                                                             | 上越新幹線 | 50 Hz    | 大宮           |          |                | (74.7)   | (77.3)   | 30.3     | 31.3     | 全     | 東日本旅客鐵道： 東北新幹線、京濱東北線 宇都宮線（東北本線）、高崎線、上野東京線、 湘南新宿線 埼京線、川越線 東武鐵道： 野田線 埼玉新都市交通：■伊奈線                                            | 埼玉縣 | 埼玉市 大宮區     |
| 東日本旅客鐵道                                                                             | 上越新幹線 | 50 Hz    | 熊谷           |          |                | (40.3)   | (40.7)   | 64.7     | 67.9     |        | 東日本旅客鐵道：■高崎線 秩父鐵道：■秩父本線 | 埼玉縣 | 熊谷市            |
| 東日本旅客鐵道                                                                             | 上越新幹線 | 50 Hz    | 本庄早稻田     |          |                | (19.0)   | (19.6)   | 86.0     | 89.0     |        | | 埼玉縣 | 本庄市            |
| 東日本旅客鐵道                                                                             | 北陸新幹線 | 50 Hz    | 高崎           |          |                | 0.0      | 0.0      | 105.0    | 108.6    |        | 東日本旅客鐵道： 上越新幹線、■高崎線、■上越線、■信越本線 上信電鐵：■上信線 | 群馬縣 | 高崎市            |
| 東日本旅客鐵道                                                                             | 北陸新幹線 | 50 Hz    | 安中榛名       |          |                | 18.5     | 18.5     | 123.5    | 127.1    |        | | 群馬縣 | 安中市            |
| 東日本旅客鐵道                                                                             | 北陸新幹線 | 50 Hz    | 輕井澤         |          |                | 41.8     | 41.8     | 146.8    | 150.4    |        | 信濃鐵道：■信濃鐵道線 | 長野縣 | 北佐久郡 輕井澤町 |
| 東日本旅客鐵道                                                                             | 北陸新幹線 | 60 Hz    | 佐久平         |          |                | 59.4     | 59.4     | 164.4    | 168.0    |        | 東日本旅客鐵道：■小海線 | 長野縣 | 佐久市            |
| 東日本旅客鐵道                                                                             | 北陸新幹線 | 60 Hz    | 上田           |          |                | 84.2     | 84.2     | 189.2    | 192.8    |        | 信濃鐵道：■信濃鐵道線 上田電鐵：●BE 別所線 | 長野縣 | 上田市            |
| 東日本旅客鐵道                                                                             | 北陸新幹線 | 60 Hz    | 長野           |          |                | 117.4    | 117.4    | 222.4    | 226.0    | 全     | 東日本旅客鐵道：■信越本線 信濃鐵道：■北信濃線 長野電鐵：●N 長野線 | 長野縣 | 長野市            |
| 東日本旅客鐵道                                                                             | 北陸新幹線 | 60 Hz    | 飯山           |          |                | 147.3    | 147.3    | 252.3    | 255.9    |        | 東日本旅客鐵道：■飯山線 | 長野縣 | 飯山市            |
| 西日本旅客鐵道                                                                             | 北陸新幹線 | 60 Hz    | 上越妙高       |          |                | 176.9    | 176.9    | 281.9    | 285.5    |        | 越後心跳鐵道：■妙高躍馬線 | 新潟縣 | 上越市            |
| 西日本旅客鐵道                                                                             | 北陸新幹線 | 50 Hz    | 糸魚川         |          |                | 213.9    | 213.9    | 318.9    | 322.5    |        | 西日本旅客鐵道：■大糸線 越後心跳鐵道：■日本海翡翠線 | 新潟縣 | 糸魚川市          |
| 西日本旅客鐵道                                                                             | 北陸新幹線 | 60 Hz    | 黑部宇奈月溫泉 |          |                | 253.1    | 253.1    | 358.1    | 361.7    |        | 富山地方鐵道（鐵道線）：■本線（新黑部） | 富山縣 | 黑部市            |
| 西日本旅客鐵道                                                                             | 北陸新幹線 | 60 Hz    | 富山           |          |                | 286.9    | 286.9    | 391.9    | 395.5    | 全     | 西日本旅客鐵道：■高山本線 愛之風富山鐵道：■愛之風富山鐵道線 富山地方鐵道（鐵道線）：■本線（電鐵富山） 富山地方鐵道（軌道線）：富山站、電鐵富山站·ESTA前停留場                                     | 富山縣 | 富山市            |
| 西日本旅客鐵道                                                                             | 北陸新幹線 | 60 Hz    | 新高岡         |          |                | 305.8    | 305.8    | 410.8    | 414.4    |        | 西日本旅客鐵道：■城端線 | 富山縣 | 高岡市            |
| 西日本旅客鐵道                                                                             | 北陸新幹線 | 60 Hz    | 金澤           |          |                | 345.5    | 345.5    | 450.5    | 454.1    | 全     | IR石川鐵道：■IR石川鐵道線 北陸鐵道：■淺野川線（北鐵金澤） | 石川縣 | 金澤市            |
| 西日本旅客鐵道                                                                             | 北陸新幹線 | 60 Hz    | 小松           |          | Komatsu        | 372.6    | 372.6    | 477.6    | 481.2    |        | IR石川鐵道：■IR石川鐵道線 | 石川縣 | 小松市            |
| 西日本旅客鐵道                                                                             | 北陸新幹線 | 60 Hz    | 加賀溫泉       |          | Kagaonsen      | 387.1    | 387.1    | 492.1    | 495.8    |        | IR石川鐵道：■IR石川鐵道線 | 石川縣 | 加賀市            |
| 西日本旅客鐵道                                                                             | 北陸新幹線 | 60 Hz    | 蘆原溫泉       |          | Awaraonsen     | 403.4    | 403.4    | 508.4    | 512.0    |        | 福井幸福鐵道：Hapi-line Fukui線 | 福井縣 | 蘆原市            |
| 西日本旅客鐵道                                                                             | 北陸新幹線 | 60 Hz    | 福井           |          | Fukui          | 421.4    | 421.4    | 526.4    | 530.0    | 全     | 福井幸福鐵道：Hapi-line Fukui線 越前鐵道：勝山永平寺線 福井鐵道：福武線（福井站停留場） | 福井縣 | 福井市            |
| 西日本旅客鐵道                                                                             | 北陸新幹線 | 60 Hz    | 越前武生       |          | Echizen-Takefu | 440.4    | 440.4    | 545.4    | 549.0    |        | | 福井縣 | 越前市            |
| 西日本旅客鐵道                                                                             | 北陸新幹線 | 60 Hz    | 敦賀           |          | Tsuruga        | 470.6    | 470.6    | 575.6    | 579.2    | 全     | 西日本旅客鐵道： 北陸本線、 湖西線、小濱線 福井幸福鐵道：Hapi-line Fukui線 | 福井縣 | 敦賀市            |
| - 停車站…全：所有列車均會停車（2024年3月改點） - 長距離乘車券的特定都區市內 - ：東京都區內 |            |          |                |          |                |          |          |          |          |        | |        |                   |

### 未通車路段
- 敦賀至京都段預計2031年度動工，2046年度通車
- 京都至新大阪段動工時程待定
- 所有區間的營運者是西日本旅客鐵道（JR西日本）

| 西日本旅客鐵道 | 60 Hz |                           |  |       |       | |        |               |
| 西日本旅客鐵道 | 60 Hz | 敦賀                      |  | 470.6 | 579.2 | 西日本旅客鐵道： 北陸本線、 湖西線、小濱線                                                                                                | 福井縣 | 敦賀市        |
| 西日本旅客鐵道 | 60 Hz | 未定名 （東小濱站附近）   |  |       |       | 西日本旅客鐵道：小濱線 | 福井縣 | 小濱市        |
| 西日本旅客鐵道 | 60 Hz | 京都                      |  |       |       | 東海旅客鐵道： 東海道新幹線 西日本旅客鐵道： JR京都線、 琵琶湖線、 湖西線、 奈良線、 嵯峨野線 近畿日本鐵道： 京都線 京都市營地鐵： 烏丸線 | 京都府 | 京都市 下京區 |
| 西日本旅客鐵道 | 60 Hz | 未定名 （松井山手站附近） |  |       |       | 西日本旅客鐵道： 片町線 | 京都府 | 京田邊市      |
| 西日本旅客鐵道 | 60 Hz | 新大阪                    |  |       |       | 東海旅客鐵道： 東海道新幹線 西日本旅客鐵道： 山陽新幹線、 東海道本線（JR京都線、JR神戶線）、 大阪东线 大阪市高速電氣軌道： 御堂筋線       | 大阪府 | 大阪市 淀川區 |

### 各站構造
金澤敦賀段於2024年3月16日通車
| 配線分類 | 2面4線                                                    | 2面2線+通過線                      | 2面3線+通過線 | 2面2線                                                                                    | 1面2線 |
| 構内圖   |                                                           |                                    |               |                                                                                           |        |
| 採用站   | 上野站・輕井澤站 長野站・上越妙高站 富山站・金澤站 敦賀站 | 本庄早稻田站 加賀溫泉站 越前武生站 | 熊谷站        | 安中榛名站・佐久平站 上田站・飯山站 糸魚川站 黑部宇奈月温泉站 新高岡站 小松站・蘆原溫泉站 | 福井站 |

| 配線分類 | 2面4線+通過線 | 3面6線 | 2面4線（終端站） |
| 構内圖   |               |        |                  |
| 採用站   | 高崎站        | 大宮站 | 東京站           |

## 使用車輛

### 現在使用車輛
2017年4月1日起
- E7系 - F編組（JR東日本所有）
- W7系 - W編組（JR西日本所有）

### 過去使用車輛
- E2系 - N編組（JR東日本所有）

## 營運模式

### 列車種類
在1997年10月1日通車時，北陸新幹線原本只擁有「淺間」一種列車等級，2015年3月14日長野至金澤段通車，將「光輝」與「白鷹」兩種列車等級由在來線特急升格，並新增「劍」列車等級。
「光輝」（かがやき, Kagayaki）
光輝號行駛於東京至金澤、敦賀間，是此區間運行時間最短的列車，北陸新幹線內僅停靠長野、富山、金澤及福井，每天對開10班，全車皆為指定席，臨時列車可能停靠新高岡或可能以上野作為終點站。
「白鷹」（はくたか, Hakutaka）
白鷹號行駛於東京至金澤、敦賀間，是此區間運行時間次短的列車，上越妙高至敦賀間各站停車，每天對開15班，其中對開1班僅行駛於長野至金澤間，平日早晨加開上越妙高至長野的區間車。
「劍」（つるぎ, Tsurugi）
劍號行駛於富山、金澤至敦賀站間，區間內有速達車（只停新高岡、金澤、福井）和各站停車，每天對開18班。
「淺間」（あさま, Asama）
淺間號行駛於東京至長野間，區間內多站停車，延伸至金澤前為此區間最快列車，每天下行開16班、上行17班，平日早晨加開輕井澤至長野的區間車。

### 時刻表與停車站

#### 2022年3月12日起
以下為白天運行模式，清晨及深夜時段會有不同。
| 種別     | 東京站 發車時刻  | 東京 | 上野 | 大宮 | 熊谷 | 本庄早稻田 | 高崎 | 安中榛名 | 輕井澤 | 佐久平 | 上田 | 長野 | 飯山 | 上越妙高 | 糸魚川 | 黑部宇奈月溫泉 | 富山 | 新高岡 | 金澤 | 終點站 |
| -------- | ---------------- | ---- | ---- | ---- | ---- | ---------- | ---- | -------- | ------ | ------ | ---- | ---- | ---- | -------- | ------ | -------------- | ---- | ------ | ---- | ------ |
| 淺間號   | 52、04分         | ●    | ●    | ●    | ◎    | ◎          | ●    | ◎        | ●      | ●      | ●    | ●    |      |          |        |                |      |        |      | 長野   |
| 光輝號★  | 24分             | ●    | ○    | ●    | →    | →          | →    | →        | →      | →      | →    | ●    | →    | →        | →      | →              | ●    | →      | ●    | 金澤   |
| 白鷹號★☆ | 24分             | ●    | ●    | ●    | →    | →          | ●    | →        | △      | →      | →    | ●    | ○    | ●        | ●      | ●              | ●    | ●      | ●    | 金澤   |
| 白鷹號☆  | 32分             | ●    | ●    | ●    | →    | →          | ○    | →        | ●      | ○      | ●    | ●    | ○    | ●        | ●      | ●              | ●    | ●      | ●    | 金澤   |
| 光輝號◆  | 48、52分         | ●    | ●    | ●    | →    | →          | →    | →        | →      | →      | →    | ●    | →    | →        | →      | →              | ●    | △      | ●    | 金澤   |
| 劍號     | （富山）17、43分 |      |      |      |      |            |      |          |        |        |      |      |      |          |        |                | ●    | ●      | ●    | 金澤   |

| 種別     | 始發站 | 金澤 | 新高岡 | 富山 | 黑部宇奈月溫泉 | 糸魚川 | 上越妙高 | 飯山 | 長野 | 上田 | 佐久平 | 輕井澤 | 安中榛名 | 高崎 | 本庄早稻田 | 熊谷 | 大宮 | 上野 | 東京 | 東京站 到站時刻 |
| -------- | ------ | ---- | ------ | ---- | -------------- | ------ | -------- | ---- | ---- | ---- | ------ | ------ | -------- | ---- | ---------- | ---- | ---- | ---- | ---- | --------------- |
| 淺間號   | 長野   |      |        |      |                |        |          |      | ●    | ○    | ○      | ●      | ◎        | ●    | ◎          | ◎    | ●    | ●    | ●    | 12分            |
| 光輝號◆  | 金澤   | ●    | △      | ●    | →              | →      | →        | →    | ●    | →    | →      | →      | →        | →    | →          | →    | ●    | ●    | ○    | 20分            |
| 光輝號★  | 金澤   | ●    | →      | ●    | →              | →      | →        | →    | ●    | →    | →      | →      | →        | →    | →          | →    | ●    | ○    | ●    | 20分            |
| 白鷹號☆  | 金澤   | ●    | ●      | ●    | ●              | ●      | ●        | ○    | ●    | ●    | ○      | ●      | →        | ○    | →          | →    | ●    | ●    | ●    | 36分            |
| 白鷹號★☆ | 金澤   | ●    | ●      | ●    | ●              | ●      | ●        | ○    | ●    | △    | →      | △      | →        | ●    | →          | →    | ●    | ●    | ●    | 52分            |
| 劍號     | 金澤   | ●    | ●      | ●    |                |        |          |      |      |      |        |        |          |      |            |      |      |      |      | （富山）54分    |

圖示

●：停車、○：大部分列車停車、◎：部分列車停車、△：少部分列車停車、→：通過、★/☆：擇一班次行駛、◆：臨時列車
備註

1. 光輝號定期列車多數只行駛朝夕時段，另有上行臨時列車只行駛至上野站（534号）

2. 本庄早稻田：朝夕時段多停靠上越新幹線（谷川號、少數朱鷺號）班次、白天時段多停靠北陸新幹線（淺間號）班次

#### 2024年3月16日起
以下為白天運行模式，清晨及深夜時段會有不同。
| 種別     | 始發站     | 東京站 發車時刻 | 東京 | 上野 | 大宮 | 熊谷 | 本庄早稻田 | 高崎 | 安中榛名 | 輕井澤 | 佐久平 | 上田 | 長野 | 飯山 | 上越妙高 | 糸魚川 | 黑部宇奈月溫泉 | 富山 | 新高岡 | 金澤 | 小松 | 加賀溫泉 | 蘆原溫泉 | 福井 | 越前武生 | 敦賀 | 終點站     |
| -------- | ---------- | --------------- | ---- | ---- | ---- | ---- | ---------- | ---- | -------- | ------ | ------ | ---- | ---- | ---- | -------- | ------ | -------------- | ---- | ------ | ---- | ---- | -------- | -------- | ---- | -------- | ---- | ---------- |
| 淺間號   | 東京       | 52、04分        | ●    | ●    | ●    | △    | △          | ●    | △        | ●      | ●      | ●    | ●    |      |          |        |                |      |        |      |      |          |          |      |          |      | 長野       |
| 光輝號★  | 東京       | 24分            | ●    | ▲    | ●    | →    | →          | →    | →        | →      | →      | →    | ●    | →    | →        | →      | →              | ●    | →      | ●    | ▽    | ▽        | ▽        | ●    | ▽        | ●    | 金澤、敦賀 |
| 白鷹號★☆ | 東京       | 24分            | ●    | ●    | ●    | →    | →          | ●    | →        | ▽      | →      | →    | ●    | ▲    | ●        | ●      | ●              | ●    | ●      | ●    | ●    | ●        | ●        | ●    | ●        | ●    | 敦賀       |
| 白鷹號☆  | 東京       | 32分            | ●    | ●    | ●    | →    | →          | ▲    | →        | ●      | ▲      | ●    | ●    | ▲    | ●        | ●      | ●              | ●    | ●      | ●    |      |          |          |      |          |      | 金澤       |
| 光輝號◆  | 東京       | 48、52分        | ●    | ●    | ●    | →    | →          | →    | →        | →      | →      | →    | ●    | →    | →        | →      | →              | ●    | ▽      | ●    |      |          |          |      |          |      | 金澤       |
| 劍號     | 富山、金澤 |                 |      |      |      |      |            |      |          |        |        |      |      |      |          |        |                | ●    | ●      | ●    | ▲    | ▲        | ▲        | ●    | ▲        | ●    | 敦賀       |

| 種別     | 始發站     | 敦賀 | 越前武生 | 福井 | 蘆原溫泉 | 加賀溫泉 | 小松 | 金澤 | 新高岡 | 富山 | 黑部宇奈月溫泉 | 糸魚川 | 上越妙高 | 飯山 | 長野 | 上田 | 佐久平 | 輕井澤 | 安中榛名 | 高崎 | 本庄早稻田 | 熊谷 | 大宮 | 上野 | 東京 | 東京站 到站時刻 | 終點站     |
| -------- | ---------- | ---- | -------- | ---- | -------- | -------- | ---- | ---- | ------ | ---- | -------------- | ------ | -------- | ---- | ---- | ---- | ------ | ------ | -------- | ---- | ---------- | ---- | ---- | ---- | ---- | --------------- | ---------- |
| 淺間號   | 長野       |      |          |      |          |          |      |      |        |      |                |        |          |      | ●    | ▲    | ▲      | ●      | △        | ●    | △          | △    | ●    | ●    | ●    | 12分            | 東京       |
| 光輝號◆  | 金澤       |      |          |      |          |          |      | ●    | ▽      | ●    | →              | →      | →        | →    | ●    | →    | →      | →      | →        | →    | →          | →    | ●    | ●    | ●    | 20分            | 東京       |
| 光輝號★  | 敦賀、金澤 | ●    | ▽        | ●    | ▽        | ▽        | ▽    | ●    | →      | ●    | →              | →      | →        | →    | ●    | →    | →      | →      | →        | →    | →          | →    | ●    | ▲    | ●    | 20分            | 東京       |
| 白鷹號☆  | 金澤       |      |          |      |          |          |      | ●    | ●      | ●    | ●              | ●      | ●        | ▲    | ●    | ●    | ▲      | ●      | →        | ▲    | →          | →    | ●    | ●    | ●    | 36分            | 東京       |
| 白鷹號★☆ | 敦賀       | ●    | ●        | ●    | ●        | ●        | ●    | ●    | ●      | ●    | ●              | ●      | ●        | ▲    | ●    | ▽    | →      | ▽      | →        | ●    | →          | →    | ●    | ●    | ●    | 52分            | 東京       |
| 劍號     | 敦賀       | ●    | ▲        | ●    | ▲        | ▲        | ▲    | ●    | ●      | ●    |                |        |          |      |      |      |        |        |          |      |            |      |      |      |      |                 | 金澤、富山 |

圖示

●：停車、▲：大部分列車停車、△：部分列車停車、▽：少部分列車停車、→：通過、★/☆：擇一班次行駛、◆：臨時列車
備註

1. 光輝號定期列車多數只行駛朝夕時段，另有上行臨時列車只行駛至上野站（534号）

2. 光輝號金澤-敦賀對開4班跳蛙停靠，其中2班停靠小松、越前武生，另外2班停靠加賀溫泉、蘆原溫泉

3. 劍號每小時行駛1~2班次

4. 本庄早稻田：朝夕時段多停靠上越新幹線（谷川號、少數朱鷺號）班次、白天時段多停靠北陸新幹線（淺間號）班次

### 駕駛員
東京站至長野站間由JR東日本駕駛員負責駕駛；而長野站至敦賀站間由JR西日本駕駛員負責駕駛。雖然兩公司的境界站為上越妙高站，慣例上於上越妙高站轉換駕駛員，但由於北陸新幹線有一定數量的班次不停上越妙高站，為免影響車務運作，更換駕駛員車站定為長野站。

## 事故
- 在2019年10月12日吹襲日本本州期間，位於長野縣的長野新幹線車輛中心被風暴引致的洪水導致千曲川潰堤而淹沒，中心內設施受損，而停泊在存車線上的8列E7型及2列W7型新幹線列車亦被淹浸[23]。長野車站至上越妙高車站間路段也因淹水而導致路線與號誌等設備受損[23]。

## 外部連結
- 北陸新幹線特設網站（页面存档备份，存于） - JR西日本（日語）